# داگی استایل رکوردز
داگی استایل رکوردز (انگلیسی: Doggy Style Records) شرکت نشر موسیقی آمریکایی است، که در سال ۱۹۹۵ توسط اسنوپ داگ تأسیس شد.